# Yabgu
Yabgu of Jabgu is een titel voornamelijk gegeven aan een Turkse leider. De titel werd gegeven aan een onderkoning in het Rijk der Göktürken, hij stond onder de khan. Naarmate het kanaat decentraliseerde, kreeg de Yabgu meer autonome macht binnen de suzereiniteit en er zijn een aantal onafhankelijke staten met "Yabgu" als de titel van de opperste heerser.